# Java Foundation Classes
Java Foundation Classes, сокращенно JFC — набор библиотек классов на языке Java, предоставляющих программам на Java удобный API для создания графического интерфейса пользователя (GUI). В состав JFC входят, в частности, библиотека Swing, Java 2D и многие другие, включая исторически первую библиотеку Java для создания пользовательских интерфейсов — Abstract Window Toolkit.
Название Java Foundation Classes перекликается с названием известной оконной библиотеки MFC (Microsoft Foundation Classes) для платформ Windows. И действительно, функционально JFC решает задачи, сходные с теми, которые решает MFC — как и MFC, JFC предназначена прежде всего для создания графических пользовательских интерфейсов. Однако идеологически JFC совершенно отлична от MFC. Если MFC создавалась для облегчения работы программиста в среде Windows, для предоставления ему абстрактных оберток над «голым» Windows API (на котором в принципе возможно реализовать все то же самое, не пользуясь MFC), то JFC является интегральной частью самой платформы Java, а не оберткой над неким нативным API. Кроме того, JFC, будучи реализована на полностью объектно-ориентированном языке Java, гораздо более последовательно соответствует идеологии и парадигме объектно-ориентированного программирования.
По уровню абстракции, предоставляемому JFC, её уместно сравнивать не с MFC, а с Windows Forms (частью библиотеки .NET FCL, предназначенной для реализации GUI-приложений на платформе «.NET Framework») или с классами Qt для GUI.